# سارة فريمان (ممثلة)
سارة فريمان (بالإنجليزية: Sarah Freeman)‏ هي ممثلة أمريكية، ولدت في 26 سبتمبر 1986 في لوس أنجلوس في الولايات المتحدة.

## وصلات خارجية
- سارة فريمان على موقع IMDb (الإنجليزية)
- سارة فريمان على موقع ألو سيني (الفرنسية)
- سارة فريمان على موقع ميوزك برينز (الإنجليزية)
- سارة فريمان على موقع أول موفي (الإنجليزية)
- سارة فريمان على موقع قاعدة بيانات الأفلام السويدية (السويدية)
- سارة فريمان على موقع قاعدة بيانات الفيلم (الإنجليزية)
- سارة فريمان على موقع كينوبويسك (الروسية)